# برينت بيلنغسلي
برينت بيلنغسلي (بالإنجليزية: Brent Billingsley)‏ هو لاعب كرة قاعدة أمريكي، ولد في 19 أبريل 1975 في داوني في الولايات المتحدة.

## وصلات خارجية
- برينت بيلنغسلي على موقعبيزبول رفرنس.كوم (الدوري الرئيسي) (الإنجليزية)